# Mary la rousse, femme pirate

Mary la rousse, femme pirate (Le avventure di Mary Read) est un film franco-italien réalisé par Umberto Lenzi, sorti en 1961. 

## Synopsis
Mary s’habille en homme pour voler les bijoux d’une comtesse. Arrêtée, elle s’évade et profite de la rencontre avec le capitaine Poof, un corsaire, pour s’enrôler comme mousse…

## Fiche technique
- Titre original : Le Avventure di Mary Read
- Titre français : Mary la rousse, femme pirate
- Réalisation : Umberto Lenzi
- Assistant réalisateur : Tersicore Kolosof
- Scénario : Luciano Martino et Ernesto Gastaldi
- Photographie : Augusto Tiezzi
- Montage : Jolanda Benvenuti
- Musique : Gino Filippini
- Décors : Alfredo Montori
- Costumes et figurines : Walter Patriarca
- Conseiller naval: Walter Bertolazzi
- Organisation générale : Nino Misiano
- Société de production : Romana film (Rome) et Société Nouvelle de Cinématographie (Paris)
- Société de distribution : Société Nouvelle de Cinématographie (France)
- Pays d'origine :  Italie |  France
- Langue : Italien
- Genre : Film dramatique, Film d'aventure, Film d'action
- Format : Eastmancolor, Totalscope
- Aspect ratio : 2.35:1
- Durée : 85 minutes

## Distribution
- Lisa Gastoni (VF : Sylvie Deniau) : Mary Read
- Jerome Courtland (VF : Marc Cassot) : Peter Goodwin
- Walter Barnes (VF : Claude Bertrand) : Poof
- Germano Longo (VF : Pierre Paulet) : Ivan
- Agostino Salvietti (VF : Lucien Bryonne) : Mangiatrippa
- Gisella Arden (VF : Joëlle Janin) : La ballerine
- Dina De Santis (VF : Lily Baron) : Margaret
- Anna Arena (VF : Denise Grey) : La comtesse
- Edoardo Toniolo (VF : Jacques Berthier) : Lord Goodwin, le père de Peter
- Ignazio Balsamo : Capitaine des gardes
- Gualtiero Isnenghi (VF : Gérard Férat) : Capitaine du navire anglais
- Antonio Corevi (VF : Albert Médina) : un valet
- Mimmo Poli : l’homme dépouillé
- Bruno Scipioni : Un pirate
- Walter Licastro : le jeune homme du relais

## Voix françaises
- Sylvie Deniau (Mary)
- Marc Cassot (Peter)
- Claude Bertrand (Capitaine Poof)
- Denise Grey (La comtesse)
- Georges Atlas (Geôlier)
- Albert Médina (un valet)
- Jacques Berthier (Lord Goodwin]
- Michel Gudin (Milord )
- Albert Medina (Du Barry)
- Jacques Torrens (William )
- Roger Rudel (Un duc)
- Gérard Férat (Capitaine du navire anglais )
- Henry Djanik (Instructeur de cavalerie)
- Jacques Deschamps (Le capitaine Don Pedro )
- Joelle Janin (la ballerine)
- Roger Tréville (le gouverneur de Floride)
- Jean Violette (le directeur de la prison)
- Lily Baron (Margaret)
- Pierre Paulet (Ivan)
- Lucien Bryonne (Mangiatrippa)

- Version française réalisée par [1] :Leon et Max Kikoine, directeur artistique :Daniel Gilbert,son :Jacques Bonpunt, studio : CTM Gennevilliers, enregistrement : Westrex, adaptation française : Louis Sauvat